# Tsing-Ma-híd
A Tsing-Ma-híd függőhíd Hongkongban, mely egyike a világ leghosszabb függőhídjainak. Hosszúsága 2160 méter, a legnagyobb támaszköz 1377 méteres. 1997-ben nyílt meg a forgalom számára.